# Acanthophorides condei
Acanthophorides condei är en tvåvingeart som beskrevs av Borgmeier 1928. Acanthophorides condei ingår i släktet Acanthophorides och familjen puckelflugor. Inga underarter finns listade i Catalogue of Life.